# Rudolf Holsti
Eino Rudolf Woldemar Holsti (Jyväskylä, 1881 – Palo Alto, 4 de agosto de 1945) foi um político, jornalista e diplomata finlandês.
Ele foi o ministro do Exterior da Finlândia 1919–1922 e 1936–1938, e um membro do Parlamento Finlandês 1913–1918 representando o Partido Finlandês Jovem (Nuorsuomalainen Puolue).
Holsti representou a Finlândia na Liga das Nações. Ele também foi um republicano (em oposição ao então movimento pela monarquia na Finlândia).